# Lac Kamista Atikamekowok
Lac Kamista Atikamekowok är en sjö i Kanada.   Den ligger i regionen Mauricie och provinsen Québec, i den sydöstra delen av landet, 300 km norr om huvudstaden Ottawa. Lac Kamista Atikamekowok ligger 402 meter över havet. Arean är 1,6 kvadratkilometer. Den sträcker sig 2,3 kilometer i nord-sydlig riktning, och 2,6 kilometer i öst-västlig riktning.
Trakten runt Lac Kamista Atikamekowok är nära nog obefolkad, med mindre än två invånare per kvadratkilometer.